# San Sebastián-i Nemzetközi Filmfesztivál
A San Sebastián-i Nemzetközi Filmfesztivál (spanyolul: Festival Internacional de Cine de San Sebastián) egy nemzetközi filmfesztivál, melynek a spanyolországi San Sebastián ad otthont. A cannes-i, a berlini és a velencei filmes fesztiválok mellett az egyik leghíresebb és legnevesebb „A“ kategóriás filmfesztivál.
A fesztivál első két évében csak spanyol filmek vehettek részt a ceremónián. 1955-től vált nemzetközivé. Mára már minden évben több tucat alkotást neveznek be a világ számos országából. A legjobb filmet a fesztivál fődíjával, az Arany Kagylóval jutalmazzák.
Növeli a tekintélyét, hogy a Filmkritikusok Nemzetközi Szövetségével együtt a FIPRESCI Nagydíj társalapítója. Ezt a szervezet tagjainak a szavazatai alapján ítélik oda az év „legmerészebb, legeredetibb és legszemélyesebb filmjének”, és e filmfesztivál megnyitóján adják át.

## Története
Első alkalommal 1953. szeptember 21. és 27. között rendezték meg, azóta pedig minden évben; kezdetben június, majd július hónapban, később, 1973-tól újra szeptemberben.
A fesztivál első megrendezésekor a szervezők még csak „B” kategóriás filmekkel foglalkoztak, egy évvel később azonban az alkotók már nemzetközi filmfesztiválra nevezhettek be, ami aztán már mérvadó, színes filmekre specializálódott. A nemzetközi zsűri innentől ítélte oda a a híres kagylót (Concha), eleinte még csak ezüstben. 1957-ben a fesztivál a legmagasabb, „A” státuszt kapta meg, így a fő kategóriákban már aranyban is kiosztották a kagylót. A szimbólum egyre inkább ismertté vált Európában, később az egész filmes világban, és a fesztivál abba a szabadságelvű irányba kezdett el fejlődni, amelyet annak idején kitűzött maga elé, távol tartva magát a múlt cenzurális kötöttségeitől. Alapvető szabálya, hogy minden évben olyan alkotások kerüljenek bemutatásra a keretében, amelyek a legnyugtalanítóbb és legújítóbb témákkal jönnek elő.
Az eseménynek otthont adó karakteres város, San Sebastian fontos szerepet játszik a fesztivál megrendezésében: a nappali és az éjszakai fények váltakozása sajátos hangulatot ad, a csodálatos tengerpart és a kitűnő spanyol konyha a remek mozikkal együtt pedig biztosítja az élményeket.

## A fesztivál díjai

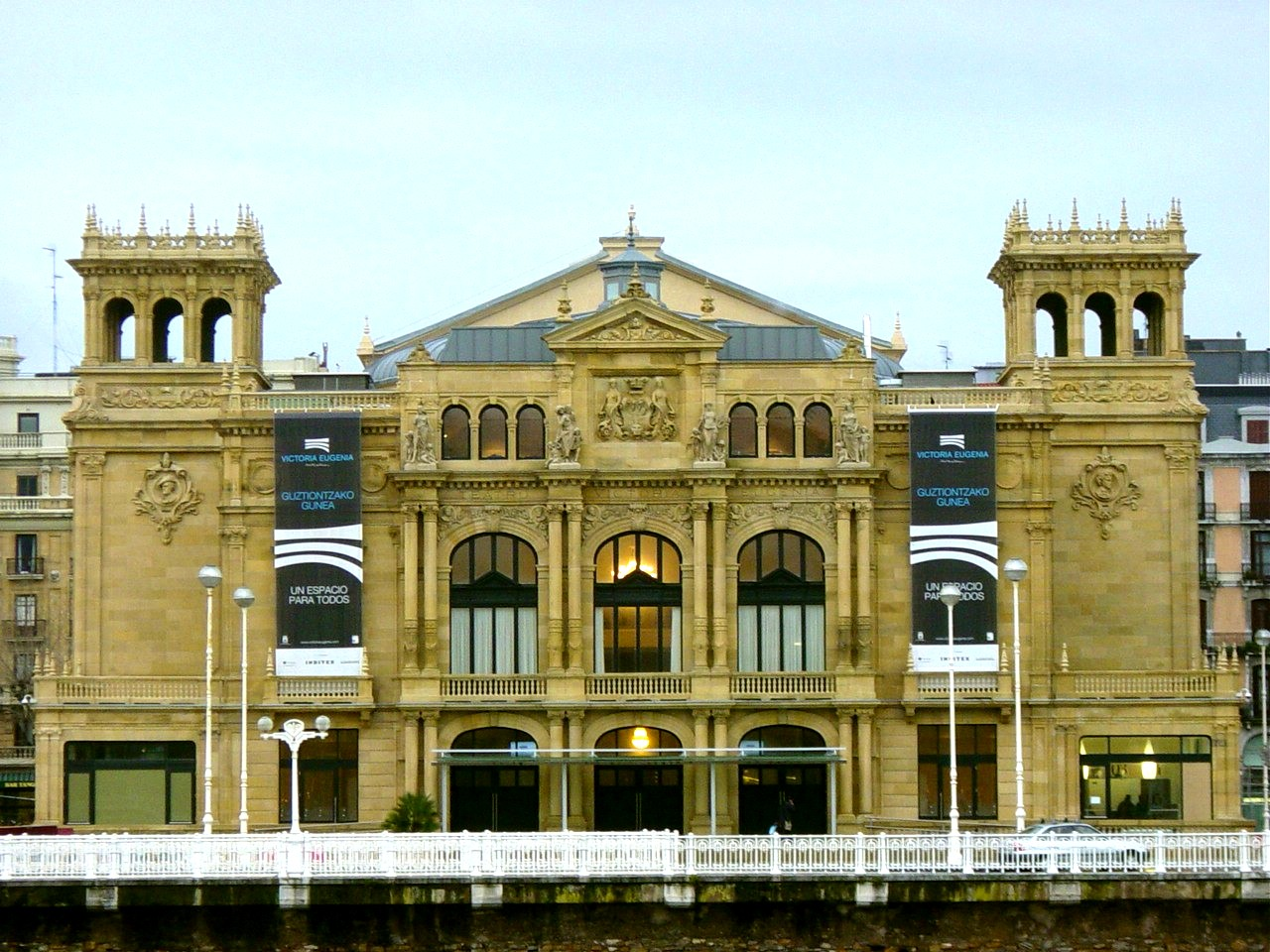
A Victoria Eugenia Színház

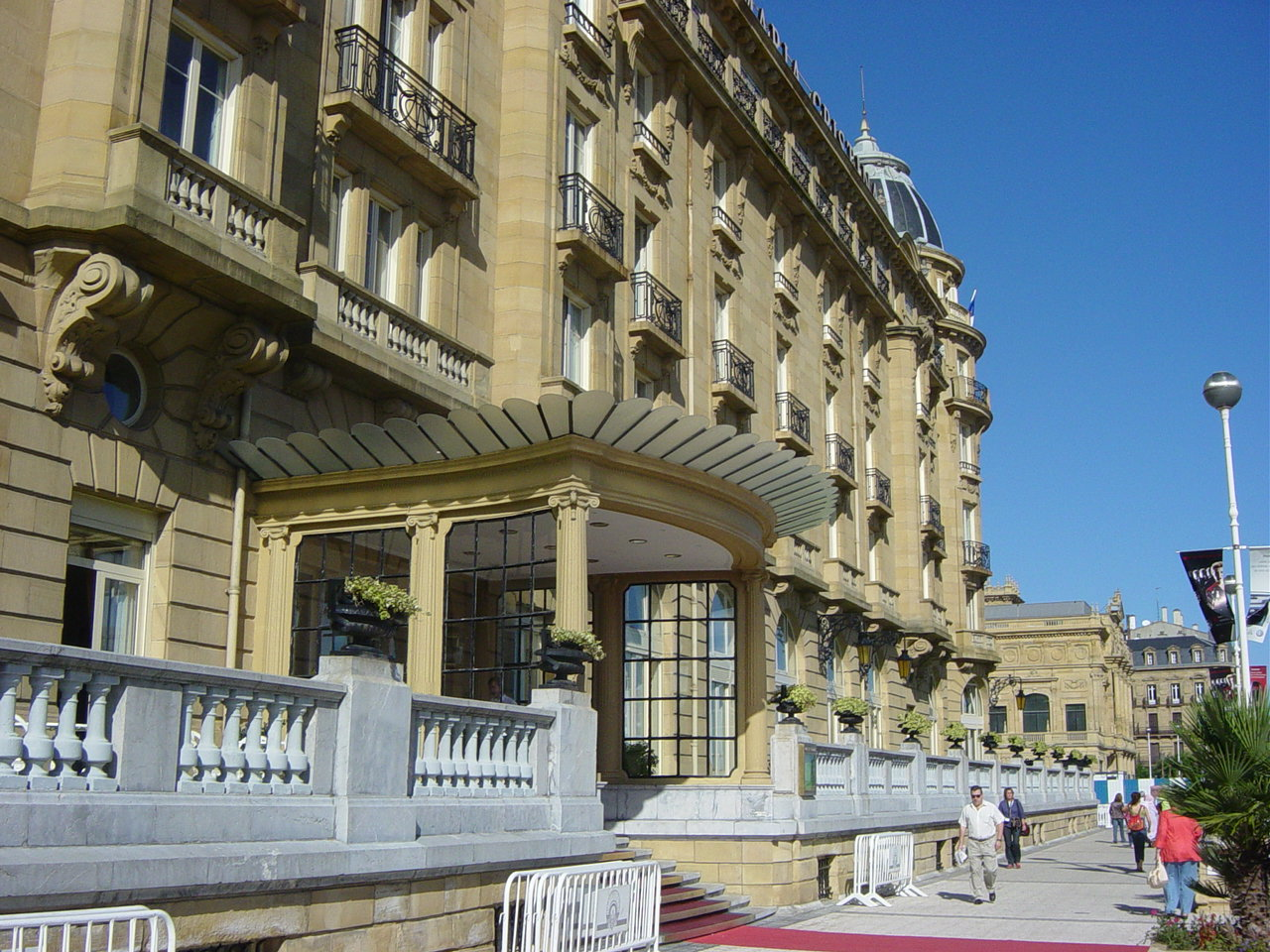
A Maria Cristina Hotel

### Főbb díjak
- Arany Kagyló – a fődíj, amit 1953 óta a legjobb film érdemel ki. Hivatalosan 1957 óta hívják így.
- Ezüst Kagyló – a legjobb színésznek és színésznőnek, valamint a legjobb rendezőnek járó elismerés.
- Donostia-életműdíj – 1986 óta adják át a kimagasló életműért.
- A Zsűri különdíja – a fesztiválra meghívott nemzetközi zsűri elismerése.

### Egyéb díjak
- A Legjobb Operatőr díja – a legjobb operatőrnek járó elismerés 1953 óta.
- A Legjobb Forgatókönyv díja – a legjobb forgatókönyvnek járó elismerés 1953 óta.
- Közönségdíj – a legjobb európai, illetve külföldi alkotásnak járó elismerés a közönség véleménye alapján.
- A Fiatal Zsűri díja – a legjobb, fiataloknak készített filmnek járó elismerés.
- FIPRESCI-nagydíj – a Filmkritikusok Nemzetközi Szövetségének elismerése.

## Külső hivatkozások
- San Sebastián-i Nemzetközi Filmfesztivál – Hivatalos oldal (spanyolul)(angolul)